# Porteirinha
Porteirinha – miasto i gmina w Brazylii, w stanie Minas Gerais.